# Окружной суд (Исландия)
Окружной суд (исл. Héraðsdómur, исландское произношение: [ˈçeːraθsˌtouːmʏr̥]) — орган судебной власти в Исландии; суд первой инстанции являющийся низшим звеном исландской системы судов общей юрисдикции. Система окружных судов, созданная в 1992 году, пришла на смену суду сислюмадюров, существовавшего в Исландии с 1263 года. 
Примерным аналогом исландского окружного суда в странах англосаксонского права является District court, в германоязычных странах — Bezirksgericht, а в странах бывшего СССР — районный суд.

## Характеристика
Окружной суд является судом общей юрисдикции и рассматривает дела об административных правонарушениях, все уголовные дела (кроме прямо отнесённых к подсудности Верховного суда Исландии), гражданские и административные дела (кроме прямо отнесённых к подсудности Верховного суда Исландии или Национального суда). При соблюдении определенных условий решения окружного суда могут быть обжалованы в вышестоящем суде Национальном апелляционном суде и, в исключительных случаях, в Верховном суде Исландии.
Основная роль окружных судов заключается в обеспечении справедливого суда, укреплению доверия общественности к суду и повышению осведомленности людей о деятельности судебной системы и верховенстве закона. Судьи окружного суда независимы в своей работе; они должны соблюдать только закон и выносить аргументированные и понятные решения в сроки, предусмотренные законами Исландии.
Процедура рассмотрения дел в окружном суде является публичной, что означает, что широкая общественность может присутствовать на заседаниях суда и следить за деятельностью судов. В соответствии с основным правилом публичного рассмотрения дел в суде приговоры, как правило, публикуются, в том числе в форме публикации на веб-сайте окружного суда в соответствии с правилами.
Юрисдикция окружных судов весьма разнообразна и, в общих чертах, подразделяются на 30 категорий по типам дел. Наиболее обширные категории - это уголовные и гражданские дела.
Уголовные дела возбуждаются посредством обвинительного заключения и подаются в окружной суд прокуратурой от имени государства в отношении физических или юридических лиц по обвинению в их предполагаемом виновном поведении. Гражданские иски касаются споров о правах и обязанностях между физическими или юридическими лицами или против государства или других государственных органов. При подаче гражданского иска в окружной суд лицо, подающее иск, должно уплатить специальный сбор за подачу иска в размере от 15 000 до 250 000 исландских крон в зависимости от характера дела.

## Окружные суды и границы судебных округов

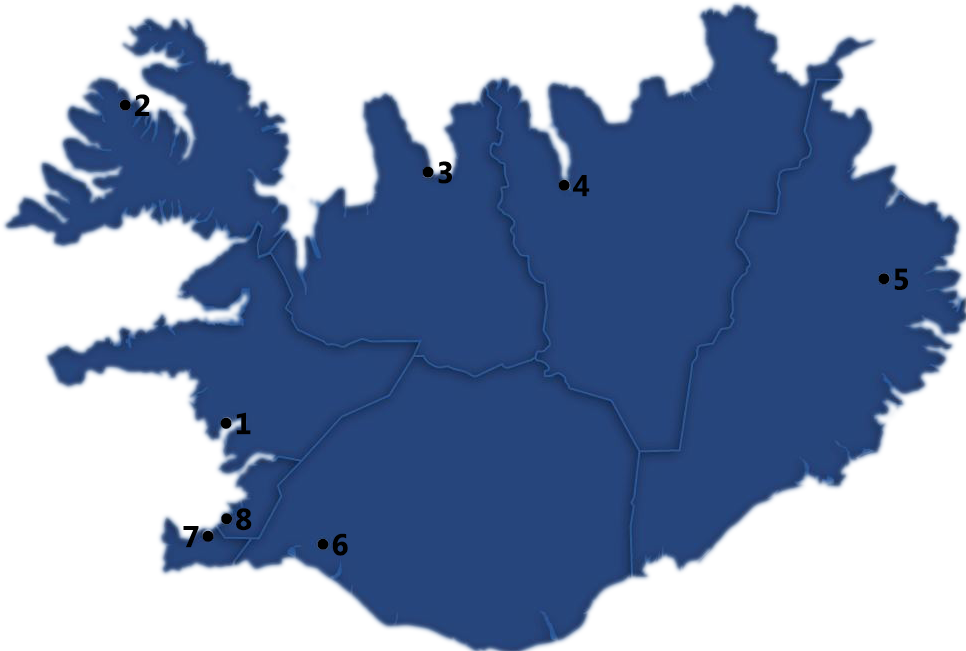
Границы судебных округов Исландии:
1. Cудебный округ Вестюрланда
2. Cудебный округ Вестфирдира
3. Нордюрланд-Вестра
4. Cудебный округ Нордюрланд-Эйстра
5. Cудебный округ Эйстюрланда
6. Cудебный округ Сюдюрланда
7. Cудебный округ Рейкьянеса
8. Cудебный округ Рекьявика

Всего в Исландии существует восемь окружных судов в восьми судебных округах, границы которых примерно соответствуют границам статистических регионов Исландии:
1. Окружной суд Вестюрланда в судебном округе на землях общин Кьоусархреппюр, Акранескёйпстадюр, Боргарбиггд, Далабиггд, Грюндарфьярдарбайр, Скоррадальсхреппюр, Снайфедльсбайр, Стиккисхоульмсбайр, Хвальфьярдарсвейт, Хельгафедльссвейт, Эйя-ог-Миклахольтсхреппюр.[5]
2. Окружной суд Вестфирдира в судебном округе на землях общин Рейкхоулахреппюр, Вестюрбиггд, Таулькнафьярдархреппюр, Болунгарвикюркёйпстадюр, Исафьярдарбайр, Судавикюрхреппюр, Аурнесхреппюр, Кальдрананесхреппюр.[6]
3. Окружной суд Нордюрланд-Вестра в судебном округе на землях общин Акрахреппюр, Блёндюоусбайр, Скагабиггд, Скагастрёнд, Скагафьордюр, Хунатинг-Вестра, Хунаватнсхреппюр.[7]
4. Окружной суд Нордюрланд-Эйстра в судебном округе на землях общин Акюрейрарбайр, Дальвикюрбиггд Гритюбаккахреппюр, Лаунганесбиггд, Нордюртинг, Скутюстадахреппюр, Свальбардсхреппюр, Свальдбардсстрандархреппюр, Фьядлабиггд, Хёграусвейт, Тьёрнесхреппюр, Тингейярсвейт, Эйяфьярдарсвейт.[8]
5. Окружной суд Эйстюрланда в судебном округе на землях общин Фьярдабиггд, Фльоутсдальсхреппюр, Хорднафьордюр, Вопнафьярдархреппюр, Мýлатинг.[9]
6. Окружной суд Сюдюрланда в судебном округе на землях общин Аурборг, Аусахреппюр, Блаускоугабиггд, Флоуахреппюр, Гримснес- и Грапнингсхреппюр, Хрюнаманнахреппюр, Хверагердисбайр, Вестманнаэйябайр, Мирдальсхреппюр,  Раунгауртинг-Эйстра,  Раунгауртинг-Итра,  Скаптаурхреппюр,  Скейда- и Гнупверьяхреппюр, Эльфюс.[10]
7. Окружной суд Рейкьянеса в судебном округе на землях общин Гриндавикюрбайр, Хабнарфьярдаркёйпстадир, Коупавогсбайр, Рейкьянесбайр, Вогар, Гардабайр, Сюдюрнесьябайр.[11]
8. Окружной суд Рекьявика в судебном округе на землях общин Кьоусархреппюр, Мосфедльсбайр, Рейкьявикюрборг, Сельтьяднарнесбайр.[12]

Персонал каждого окружного суда состоит из судей, помощников судей, секретарей судов и офисного персонала. Один из судей соответствующего окружного суда является председателем суда. В случаях, когда количество судей в окружном суде составляет три или более, они избирают одного из них в качестве председателя окружного суда. В случае наличия в окружном суде только одного судьи он назначается главным судьей указанного суда. Главные судьи окружных судов несут ответственность за работу окружных судов судов. Работу окружных судов обеспечивает основанная в 2018 году независимая Исландская судебная администрация, действуюющая на основании положений Закона о судебной системе и подотчетная Исландскому правительству.